# Gorgeous (ZOOのアルバム)
『Gorgeous』（ゴージャス）は、ZOOの3枚目のスタジオ・アルバム。1992年5月13日にFOR LIFEよりリリース。

## 概要
前作『Present Pleasure』より5ヶ月ぶりのアルバムは同名先行シングル「Gorgeous」（'92 「シーブリーズ」イメージソング）を収録している。

## チャート成績
本作は1992年5月25日付のオリコンチャートにて2位を獲得。売上枚数は40.1万枚。ZOOのアルバムの中では2番目の売上を記録。

## 収録曲
1. Gorgeous（4：03）[1]
  - 作詞:佐藤ありす
  - 作曲:中西圭三
  - 編曲:岩崎文紀
  - 5thシングル
2. Party（4：34）[1]
  - 作詞:NAOYA
  - 作曲:岩崎文紀・中西圭三・小西貴雄
  - 編曲:岩崎文紀・小西貴雄
  - ボーカル:NAOYA
  - サーティーワンCFソング
3. Kiss of（Instrumental）（3：12）[1]
  - 作曲・編曲:岩崎文紀
4. One Night Lover（4：17）[1]
  - 作詞:佐藤ありす
  - 作曲:中西圭三・小西貴雄
  - 編曲:岩崎文紀
  - ボーカル:LUKE
5. H・I・R・O・C・A・P（Instrumental）（2：50）[1]
  - 作曲・編曲:岩崎文紀
6. Is it love（6：18）[1]
  - 作詞:佐藤ありす
  - 作曲:中西圭三
  - 編曲:岩崎文紀
7. Gorgeous（Remix Lab.Version）（8：03）[1]
  - 作詞:佐藤ありす
  - 作曲:中西圭三
  - 編曲:岩崎文紀